# Julie Pinel
Pour les articles homonymes, voir Pinel.
Julie Pinel (fl.  1710-1737) est une compositrice et professeur de clavecin française, née dans la famille Pinel, musiciens à la cour.

## Biographie
Membre de la dynastie Pinel, luthistes à la cour, dont la famille avait servi la maison de Soubise dès les années 1680, Julie Pinel pourrait être la "Mlle Pinet [sic] la fille" qui a publié un air dans un recueil de Ballard en 1710.
En décembre 1736, Julie Pinel obtient un privilège de huit ans qui lui permet de publier de la musique de chambre vocale et instrumentale. Elle publie ainsi un livre d'airs avant la fin de l'année et, en 1737, un Nouveau recueil d'airs sérieux et à boire à une et deux voix, de Brunettes à 2 dessus, scène pastorale, et cantatille avec accompagnement dédié au prince de Soubise, selon toute vraisemblance Charles de Rohan, le mécène de sa famille,.

## Œuvres

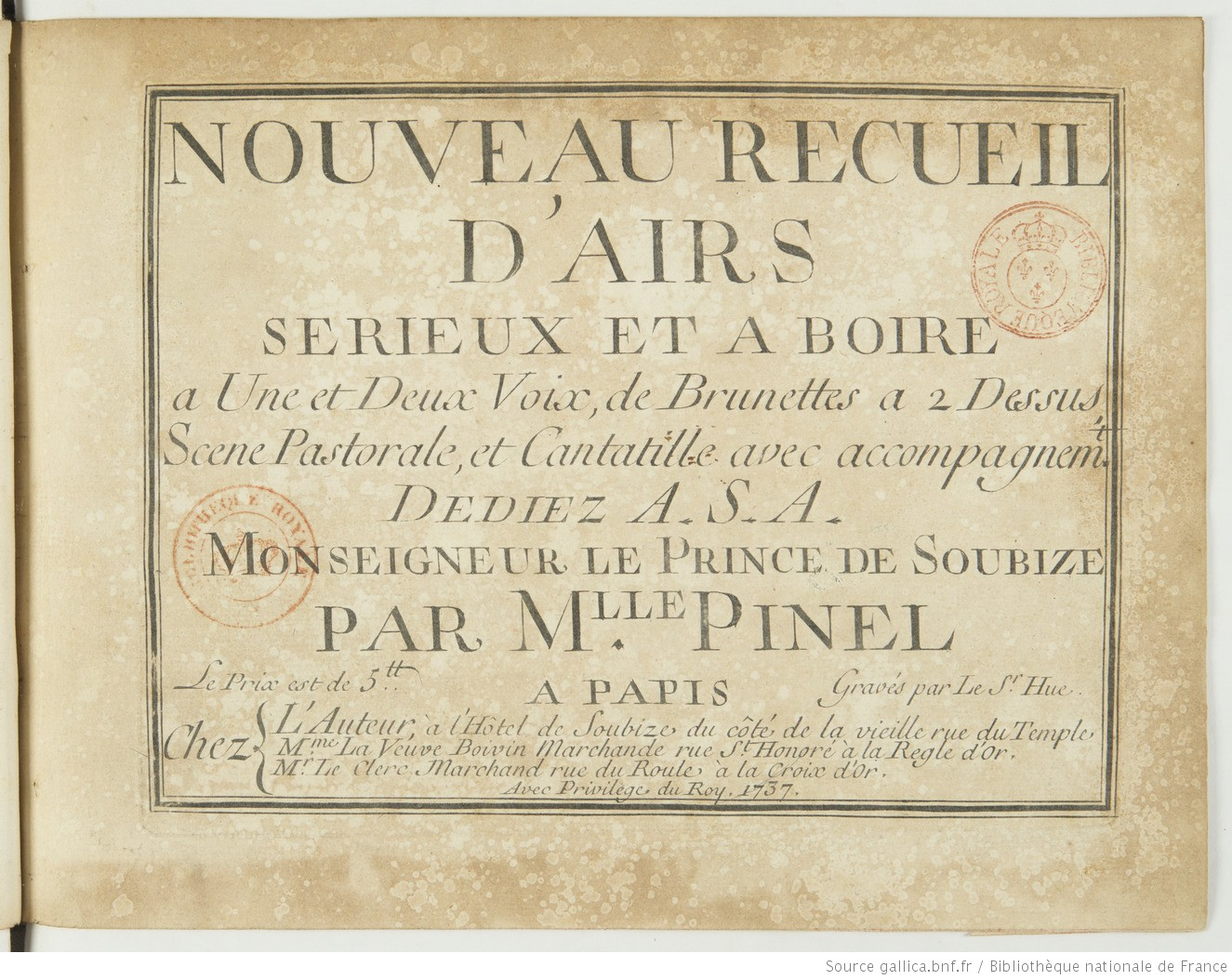
Nouveau recueil d'airs sérieux et à boire, page de titre.

Nouveau recueil d'airs sérieux et à boire, publié en 1737,, comprend notamment :
- Le Printems, cantatille
- Rossignols
- Boccages
- Echos indiscrets
- Bergères
- Pourquoy

Julie Pinel est aussi mentionnée comme autrice d'un opéra, Appollonius.

## Discographie
- The Pleasures of Love and Libation, ensemble La Donna Musicale, Laury Gutierrez (dir.), CD La, ASIN B003050FXY (1er mai 2007).